# Winnemucca
Winnemucca é uma cidade localizada no estado americano de Nevada, no condado de Humboldt, do qual é sede.

## Geografia
De acordo com o United States Census Bureau, a cidade tem uma área de 24,3 km², onde todos os 24,3 km² estão cobertos por terra.

### Localidades na vizinhança
O diagrama seguinte representa as localidades num raio de 108 km ao redor de Winnemucca.

## Demografia
Segundo o censo nacional de 2010, a sua população é de 7 396 habitantes e sua densidade populacional é de 304,1 hab/km². Possui 3 214 residências, que resulta em uma densidade de 132,1 residências/km².